# Boeing 747
Boeing 747, često zvan Jumbo Jet, je četveromotorni širokotrupni linijski putnički zrakoplov.  Jedan je od najvećih komercijalnih putničkih zrakoplova trenutačno u upotrebi. Dulje od tri desetljeća bio je najveći putnički zrakoplov u upotrebi, sve do uvođenja Airbus A380 u redovni promet 25. listopada 2007.
Četveromotorni 747, proizvod tvrtke Boeing, ima dvokatnu putničku kabinu u kojoj su na kraćem gornjem katu obično smješteni putnici poslovne klase. U najčešćoj konfiguraciji s prvom, poslovnom i ekonomskom klasom zrakoplov prima oko 400 putnika, a u konfiguraciji s jednom klasom do 600. Karakteristična grba gornjeg kata kabine učinila je 747 iznimno prepoznatljivim simbolom zračnog prijevoza, te najprepoznatlivijim putničkim zrakoplovom današnjice.
747 leti visokim podzvučnim brzinama (oko 0,85 macha, tj. 490 čvorova ili 909 km/h) i ima interkontinentalni dolet (7330 nm ili 13.570 km) što mu u nekim konfiguracijama omogućuje izravan let od New Yorka do Hong Konga – trećinu puta oko Zemljine kugle. Godine 1989. Boeing 747-400 tvrtke Qantas obavio je bez slijetanja let od Londona do Sydneya dug 18.000 km za 20 sati i 9 minuta, ali radilo se o isporuci zrakoplova bez putnika i tereta. Do siječnja 2015. proizvedena su ili naručena 1502 zrakoplova različitih inačica i konfiguracija; 747 je među profitabilnijim programima tvrtke Boeing.

## Dizajn i razvoj

### Početni dizajn
Godine 1963. USAF započinje niz projekata za izgradnju vrlo velikog "strateškog" zrakoplova za prijevoz. Iako je C-141 Starlifter bio u procesu prikazivanja, tražio se mnogo veći zrakoplov s još boljim osobinama, s mogućnosti prijevoza tereta koji ne stane u teretne prostore do tada postojećih zrakoplova. Ove studije su doveli do dizajna CX-X ((C)Cargo, (X)eksperimentalni, (X)bez broja) s mogućnosti nošenja 81.600 kg tereta pri brzini od 805 km/h. Bez nadopune goriva predviđeni dolet bio je 9.260 km s korisnim teretom od 52.200 kg. Prostor za smještaj tereta trebao je biti 5,18 m širok, 4,11 m visok i 30,5 m dugačak, s mogućnosti pristupa i sprijeda i straga.
U početnim nacrtima predlagano je šest motora. Međutim dizajn se još uvijek smatrao nedovoljno isplativ za razvoj u usporedbi s C-141. S novim skupom kriterija 27. travnja 1964. izdan je službeni zahtjev za CX-HLS (eng.-Heavy Logistics System). Radi predviđenih samo četiri motora, dizajn je zahtijevao motor povećane snaga i ekonomičnije potrošnje goriva. 18. svibnja 1964., prijedlozi konstrukcije zrakoplova stigli su iz Boeinga, Douglasa, General Dynamicsa, i Lockheed Martin Marietta, dok su prijedloge za motor podnijeli General Electric, Curtiss-Wright i Pratt and Whitney. Nakon reizbora, Boeing, Douglas i Lockheed su dopunili dizajn za konstrukciju, zajedno s General Electric i Pratt i Whitneyjem za motore.
Sva tri dizajna dijelila su veliki dio zahtjeva no samo jedan je postao ikona 747. Kako je CX-HLS trebao imati sposobnost utovara s prednje strane, vrata su se morala nalaziti na mjestu gdje se nalazi pilotska kabina. Sve tvrtke našle su rješenje ovog problema pomicanjem pilotske kabine iznad prostora za teret. Douglasov dizajn je imao samo malo uzdignuće na prednjem dijelu iznad krila, Lockheed je uzduž cijelog vrha trupa uradio uzdignuće ("kralježnicu") kroz koju su prolazile i ramenjače krila dok je Boeing našao sredinu prethodnih dizajna i počeo s uzdignućem odmah iza nosa zrakoplova a završio neposredno ispred njegovih krila.
U 1965. Lockheedov dizajn zrakoplova s General Electricovim dizajnom motora bili su odabrani za novi transportni avion Lockheed C-5 Galaxy.

### Dizajn za linijski putnički avion
747 je zamišljen u 1960.-im u doba povećanja zračnog prijevoza. U tom razdoblju raste komercijalni prijevoz s mlaznim avionima što dovodi do ogromne popularnosti Boeinga 707 i Douglasa DC-8, zrakoplova namijenjenih za prijevoz na velike udaljenosti. Čak i prije nego što je izgubio CX-HLS ugovor, Boeing je pritisnut od predsjednika Pan American World Airwaysa ( Pan Am-a) kao najvažnije aviokompanije kupca, da izgraditi putnički avion više od dva puta veći od 707. Zračne luke postale su zagušene sa sve većim brojem putnika koje su prevozili mali zrakoplovi, te je tadašnji predsjednik Pan Am-a je Juan Trippe jedino rješenje vidio u izradi novog, velikog putničkog aviona.
Godine 1965. boeingov inženjer Joe Sutter premješten je iz Boeingova razvojnog tima za upravljanje 737 na novi linijski putnički avion s već dodijeljenim brojem modela 747. Sutter je inicirao studiju o dizajnu s Pan Am-om i drugim zrakoplovnim kompanijama, kako bi bolje razumio njihove zahtjeve. U to vrijeme mnogi su mislili kako će 747 biti nadzvučni zrakoplov.  Boeingov odgovor bio je dizajn 747 koji se lako mogao prilagoditi za prijevoz tereta što će osigurati njegovu proizvodnju i u slučaju otkazivanja putničke inačice. Za prijevoz tereta podržan je tada na široko uveden kontejnerski utovar i istovar sa standardnim avio-kontejnerima LD-3 (201 × 153 × 163 cm) i LD-6 (407 × 153 × 163 cm).
U travnju 1966. Pan Am naručuje dvadeset pet 747-100 zrakoplova za 525 milijuna US $.

### Tvornica za proizvodnju
Kako tada Boeing nije imao dovoljno velika postrojenja za izgradnju ogromnih linijskih putničkih aviona, krenulo se u izgradnju nove tvornice nekih 48 km sjeverno od Seattlea, na terenu pored vojne baze u blizini Everetta u Washingtonu U lipnju 1966. kupljeno je 316 hektara zemljišta. Izgradnja zgrada i montažnih hala bio je veliki pothvat. Nadzor nad izgradnjom tvornice i pokretanju proizvodnje zrakoplova povjeren je samom vrhu tadašnje uprave. Za samu nivelaciju zemljišta bilo je potrebno odstraniti više od tri milijuna kubnih metara zemlje. U nedostatku vremena prvi model 747 u prirodnoj veličini sagrađen je prije završetka krova tvornice.
Boeingova tvornica najveća je ikada izgrađena građevina po obujmu.

### Razvoj i testiranje
Prije sastavljanja prvog potpuno opremljenog B-747, testirane su brojne komponente i sustavi. Jedan od važnijih testiranja bila je i evakuacija 560 volontera iz kabine modela preko tobogana za spašavanje. Uz nekoliko povrijeđenih volontera, prva potpuna evakuacija trajala je dvije i pol minute, umjesto najviše dozvoljenih 90 sekundi (Prema FAA). U sljedećoj probi evakuacije postignuto je zadano vrijeme od 90 sekundi ali uz još više ozljeda. Za evakuaciju bila je problematična gornja paluba s koje su volonteri, umjesto preko prednjeg tobogana koristili tunel ugrađen na stražnjoj strani palube. Za vježbu pilota Boeing gradi neobični uređaj koji se sastoji od pilotske kabine za testiranje ugrađene visoko na krovu kamiona. Dok su prvi 747 bili još uvijek u izgradnji, uređajem su piloti uvježbavali taksiranje (rulanje) iz visoko smještene pilotske kabine.
Dana 30. rujna 1968., pred predstavnike tiska i 26 kompanija koje su naručile zrakoplov, iz tvorničke hale u Everettu izlazi prvi 747. Tijekom sljedećih mjeseci vrše se pripreme za prvi let, koji se desio 9. veljače 1969. Unatoč manjih problema s jednom od zakrilaca, let je potvrdio kako je upravljanje sa 747 izuzetno dobro. Avion je pokazao kako je u velikoj mjeri imuni na istovremene oscilacije po pravcu i nagibu zrakoplova (Eng. Dutch roll), fenomen koji je bio velika poteškoća na ranijim zrakoplovima sa strijela krilom.
U kasnijim fazama leta probnog programa, testiranja su pokazala kako su krila pretrpjela nagle i nekontrolirane oscilacije u određenim uvjetima leta. Ova poteškoća je djelomično riješena smanjenjem krutosti pojedinih komponenti krila. Za neutralizaciju ovog problema pri većim brzinama u gondole vanjskih motora prvih izrađenih aviona dodani su kontra-utezi od osiromašenog uranija kao balans. Ovakvo rješenje izazvalo je uznemirenost kada su se srušili: 1991. godine zrakoplov China Airlinesa kod Wanlija, Taipei i El-Alov 747 kod Amsterdama 1992. godine.
Testove letnog programa pokvarili su i problemi s JT9D motorima. Teškoće uključuju gubitak snage uzrokovan ubrzanim pokretima ručice gasa te izobličenja na kućištu turbine nakon kratkog perioda rada. Ovi problemi uzrokovali su kašnjenje u isporuci za nekoliko mjeseci i prizemljili 20 aviona u tvornici Everett, koji su čekali instalaciju motora. Program je dodatno kasnio kada je jedan od pet probnih zrakoplova pretrpio ozbiljna oštećenja podvozja tijekom slijetanja u Rentonsku zračnu luku u Washingtonu kada je pilot sletio prije praga inače vrlo kratke piste. Na probnom avionu trebala se je u boeingovoj tvornici u Rentonu zamijeniti oprema za testiranje i instalirati nova pilotska kabina. Ove poteškoće nisu spriječile Boeing da jedan od probnih zrakoplova prikaže na 28 pariškom avio-sletu sredinom 1969., na kojoj je 747 prikazan u javnosti po prvi put. U prosincu 1969. avion je dobio odobrenje za upotrebu od "Američke savezne uprave za zrakoplovstvo" (FAA) s čime mu je omogućen ulazak u redovni promet.
Ogromni troškovi izrade 747 i izgradnja tvornice u Everettonu za Boeing su značila dodatna ulaganja. Tijekom završnih mjeseci prije isporuke prvih aviona, tvrtka je u više navrata zatražila dodatna sredstva za dovršenje projekta. Neodobravanje tih sredstava za njih bi značilo propast. Na kraju su se ulaganja isplatila i Boeing je mnogo godina održao monopol u klasi velikih putničkih zrakoplova.

## Ulazak u operativnu upotrebu
Prvi Pan Amov Boeing-747 kršten je 15. siječnja 1970. u međunarodnoj zračnoj luci Dulles u nazočnosti tadašnjeg predsjednika Pan-Ama Najeeb Halabya. Umjesto šampanjca avion je poprskan s crvenom, bijelom i plavom vodom. Svoj redovnu upotrebu 747 počinje 22. siječnja 1970., na Pan-Amovoj liniji New York-London. Let je planiran za večer 21. siječnja, ali je odgođeno radi pregrijavanja motora. Na let s više od šest sati zakašnjenja kreće zamjenski zrakoplov.
747 u uporabu ulazi prilično glatko, prevladavajući zabrinutost kako su neke zračne luke premale za prihvat ovako velikog aviona. Tehnički problemi koji su se pojavljivali bili su relativno manji i brzo rješivi. Nakon što je Pan-Am uveo zrakoplov u redovni promet s njim počinju letjeti i druge zrakoplovne kompanije. Boeing je procijenio kako su kompanije za više od pola prvih prodanih 747 računale na veliki dolet a ne na korisni teret koji zrakoplov može ponijeti. Kako se najniži operativni troškovi prema sjedalu mogu dostići samo kada je zrakoplov potpuno utovaren, manja popunjenost dovodila je do enormnog rasla cijene leta. Potrošnja goriva osrednje natovarenog 747, sa samo 70 posto popunjenih mjesta, koristi više od 95 posto goriva potrebnog za potpuno utovareni avion.
Ekonomski problemi koji su nastali nakon Naftne krize 1973. dovelo je do smanjenja broja putnika te su nekoliko kompanija zamijenilo svoje 747 avione s nešto manjim širokotrupnim Douglas DC-10 i Lockheed L-1011 TriStar zrakoplovima (u kasnijim godinama s dvomotornim B-767 i A-300). Kako bi privukli više korisnika vlasnici 747 u svoje avione umjesto dijela sjedala ugrađuju barove, American Airlines prilagođava dio svojih 747 za cargo prijevoz a 1983. razmjenjuje ih s Pan-Amom za manje zrakoplove. Delta Air Lines također uklanja svoje 747 nakon nekoliko godina korištenja.
Međunarodni letovi koji zaobilaze velike zračne luke - prometna središta i slijeću u manje gradove postali su uobičajeni tijekom 1980.-ih što je dodatno smanjilo tržište za 747. Međutim, mnogi međunarodni prevozitelji i dalje koristite 747 na pacifičkim linijama. U Japanu 747 na domaćim rutama ima konfiguraciju za maksimalni kapacitet smještaja putnika.

## Daljnji razvoj
Nakon početnog model 747-100, Boeing je razvio inačice s većom maksimalnom težinom uzlijetanja (-100B) i većim kapacitetom smještaja putnika (-100SR (kratkog dometa)). Povećanjem maksimalne težine uzlijetanje (MTOW) zrakoplov može nositi više goriva i imati veći dolet. 1971. godine u promet ulazi inačica-200 sa snažnijim motorima i dodatno povećanom MTOW. Serija -200 proizvodila se kao putnički, teretni ili kombinacija putničko-teretni zrakoplov. Sredinom 1970.-ih proizvedena je i nešto skraćena inačica 747SP (posebna izvedba), s većim doletom. Daljnjim razvojem 1980. izlazi inačica-300 kao rezultat proučavanja povećanja kapaciteta sjedala. Prva inačica 300 proizvedena je u 1983. Ona uključuje produženje gornje palube, povećanu putnu brzinu i povećani kapacitet sjedećih mjesta. Seria -300 proizvodila se kao putnička inačica kratkog doleta i kombinacija teretno-putničkog zrakoplova. U 1985. počeo je razvoj 747-400 s još većim doletom. Nova inačica dobila je i novu "Glass cockpit" pilotsku kabinu što je omogućilo smanjenje posade s tri na dva člana. Cijena razvija ove inačice je neprestano rasla a početak proizvodnje odgađan je i radi učestalih zahtjeva korisnika za ugradnju nove tehnologije. Nedovoljno radnog iskustva i oslanjanje na prekovremeni rad također su stvarali probleme u počecima proizvodnje. Tako 747-400 ulazi u redovni promet tek 1989. godine.
Nakon izlaska 747-400, predloženo je nekoliko shema za njegovo produženje. Dizajn nove, veće inačice 747-500X-600X Boeing najavljuje u 1996. Predviđena cijena razvoja nove inačice bila je više od 5 milijardi dolara, ali radi slabog interesa program nije pokrenut.
Sljedeća Boeingova ponuda bila je više skromni 747X i 747X izduženi modeli u 2000. godini kao alternativa za Airbus A3XX. Međutim, niti 747X serija nije bila u stanju privući dovoljno interesa za ulazak u proizvodnju. U 2001. Boeing daje prednost daljnjem razvijanju Sonic Cruiser dizajna koji se također ubrzo "zamrzava" te se radi na novom B-787. Neke od ideja razvijanih za 747X korišteni su na 747-400ER  ali se i od toga odustaje nakon nekoliko izrađenih aviona. Početkom 2004., Boeing je najavio pokusne planove za "Napredni 747" koji su dosta nalikovali na 747-X, produženi 747 i s naprednom tehnologijom planiranom za B-787.
Dana 14. studenoga 2005. Boeing je objavio pokretanje "Naprednog 747" kao Boeing 747-8.

## Dizajn
Boeing 747 je velik, širokotrupni linijski putnički avion s dvije palube, pogonjen s četiri mlazna motora ovješena ispod njegovih krila. Strijela krila postavljena je pod velikim kutom od 37,5 stupnjeva što omogućuje bržu, efikasaniju brzinu krstarenja, ovisno o modelu od 0,84 do 0,88 M. 
Sa sjedećim mjestima ekonomske klase konfiguracije 3-4-3 i 2-3-2 rasporedom prve klase na gornjoj platformi u zrakoplov se mogu smjestiti više od 366 putnika. Gornja paluba može imati i 3-3 aranžman u ekonomskoj klasi i 2-2 aranžman u prvoj klasi.
"Grba" gornje palube započinje pilotskom kabinom koja izlazi iznad glavne palube s čime se omogućio prednji utovar tereta na teretnim inačicama zrakoplova. Gornja paluba iza pilotske kabine na Cargo inačicama osigurava prostor za boravak posade ili po potrebi dodatna sjedeća mjesta. Produžena gornja paluba postala je dostupana kao opcija na 747-100B inačicama, a kasnije i kao standard na 747-300.
Maksimalna težina uzlijetanja varira od 333.400 kg za 747-100 do 439.985 kg za 747-8. Njegov dolet porastao je od 9800 km na 747-100 do 14.815 km na 747-8I.
747 ima višestruko ojačano podvozje raspoređeno u širinu, s pomoćnim sustavima, uključujući i četiri hidraulična sustava za četiri glavna podvozja s 16 kotača. Podvozje pruža dobru raspodjelu opterećenja pri slijetanju i rulanju čak i kada dođe do puknuća neke od guma. Ovako raspoređeno podvozje omogućuje slijetanje na njegove dvije suprotne točke ako jedan dio ne funkcionira ispravno. Osim toga, 747 ima podijeljene komandne površine i sofisticirana zakrilca s tri procjepa što minimizira brzinu slijetanja i omogućuje korištenje standardnih duljina piste. Za prijevoz rezervnih motora, raniji avioni mogli su smjestiti neispravni peti motor pod luk između unutarnjeg motora i trupa zrakoplova

## Inačice
747-100 izvorna inačica pokrenuta je u 1966. Ubrzo zatim, u 1968. slijedi 747-200. Nakon 747-300 iz 1980., u 1985. je uslijedio 747-400. Konačno, 747-8 je najavljen u 2005. Proizvedeno je nekoliko inačica od svakog modela. Mnoge inačice od ranijih modela bili su u proizvodnji istovremeno.

### 747-100
Prva 747-100 serija građena je sa šest prozora na gornjoj palubi (na svakoj strani po tri). Kasnije, kao su kompanije gornju palubu počele koristiti za prijevoz putnika u višoj klasi a ne kao dnevni boravak, Boeing nudi kao opciju 10 prozora. 747-100B inačica, nudi jaču strukturu i podvozje, kao i veći MTOW od 340.000 kg. Ovaj model isporučen je samo Iran Airu i Saudia Airlinesu. Motori ponuđeni s ovim modelom bili su Rolls-Royce RB211 i General Electric CF6, ali samo Saudia Airlines se odlučila za Rolls-Royce opciju. Boeing nije razvio teretnu inačicu u seriji -100 iako su kasnije neki avioni preinačeni za prijevoz tereta. Proizvedeno je 250 aviona iz ove serije (uključujući i 747SP) a posljednji avion -100 je isporučen u 1986. Serija se sastojala od 167 avona 747-100, 45 su bili SP, 29 su bili SR a 9 su bili 100B.

#### 747-100SR
Kao odgovor na zahtjeve iz Japanskog airlinesa, Boeing je razvio 747-100SR inačicu kratkog doleta. SR može uzeti manje goriva ali može prevesti do 498 putnika ovisno o inačici. U kasnijim modelima se taj broj, zbog povećanja ekonomske klase, popeo na 550. Na 747SR je pojačana konstrukcija aviona radi povećanog broja uzlijetanja i slijetanja. Točnije SR ima dodatnu strukturni potporu u krilima, trupu i podvozju, uz spremnike goriva 20% manjeg kapaciteta. Za Japan Airlines (kasnije Japan Air Lines) -100SR je počeo letjeti 7. listopada 1973. Kasnije su razvijene i inačice kratkog doleta modela -100B i -300. SR zrakoplovi koriste se prvenstveno na domaćim letovima u Japanu. Dva 747-100B/SR dostavljena su JALu s produženom gornjom palubom za smještaj još više putnika. Ova modifikacija je poznata kao "SUD" (eng. Stretched Upper Deck). All Nippon Airways (ANA) je koristio 747SR s 455 ili 456 mjesta na domaćim japanskim rutama sve do njihova prizemljenja 10. ožujka 2006. JAL je letio s 747-100B/SR/SUD inačicom s 563 sjedećih mjesta na domaćim rutama sve do kraja 2006.

### 747SP
747SP je za 14,7 m kraći od 747-100. Osim planiranog 747-8, SP je jedini 747 s izmijenjenom dužinom trupa. Skraćenje se postiglo micanjem sekcija prije i poslije krila. Redizajnirati se morala i centralna sekcija trupa a zakrilca s tri proreza zamijenjena su s onim s jednim prorezom. Ispod krila maknute su i aerodinamičke gondole u kojima se nalazio mehanizam za upravljanje zakrilcima. 747SP, u odnosu na ranije inačice, imao je oštriji prijelaz zadnjeg gornjeg trupa u repne površine zrakoplova,  dvostruko ovješeno kormilo pravca, i duži okomiti i vodoravni stabilizator.
Boeing 747SP dobiva dopunska odobrenja 4. veljače 1976. i iste godine ulazi u redovni promet s Pan American World Airwaysom. Zrakoplov su uglavnom koristile kompanije koje su željele povezivati veće zračne luke s kratkom pistom. Izgrađena su 45 zrakoplova ovog modela. Četrdeset četiri aviona isporučeno je do 30. kolovoza 1982. Boeing je ponovo otvorio proizvodnu liniju za 747SP pet godina kasnije kako bi izgradio još jedan zrakoplov za Ujedinjene Arapske Emirate.

### 747-200
747-200 ima jače motore, veći MTOW i dolet od serije -100. Nekoliko prvih izgrađenih aviona -200 zadržalo je po tri prozora na gornjoj palubi, ali većina su izgrađeni s 10 prozora sa svake strane. Izrađeno je nekoliko inačica iz ove serije. 747-200B je unaprijeđena inačica 747-200, s većim kapacitetom goriva i još jačim motorima a u uporabu ulazi u veljači 1971.  Potpuno natovareni zrakoplov -200B ima dolet od oko 12.700 km. 747-200F je cargo inačica -200 modela. Može biti opremljena s ili bez bočnih teretnih vrata. Ima kapacitet od 105 tona i MTOW do 378.000 kg. U redovnu uporabu ulazi 1972. godine s Lufthansom. 747-200C konvertibilnih je inačica koja se može preurediti za prijevoz putnika, prijevoz tereta ili u mješoviti oblik. Sjedala su na glavnoj palubi uklonjiva a zrakoplov ima i nosna cargo vrata. U-200C može biti opremljen i s bočnim teretnim vratima na glavnoj palubi.
747-200M je kombinirana inačica koja ima bočna vrata na glavnoj palubi i može nositi teret u stražnjem dijelu glavne palube. Uklonjiva pregrada dijeli stražnje područje s teretom od putnika u prednjem dijelu aviona. Uz teret na stražnjem dijelu ovaj model može povesti do 238 putnika u 3-klase. Model je poznat i kao Kombi 747-200. Kao i na -100, kasnije su ponuđeni avioni s produženom gornjom palubom. Do 1991. izgrađeno je 393 aviona iz ovog programa, 225 su 747-200s, 73 su 747-200F, 13 su 747-200C, 78 su 747-200M i 4 aviona su izrađena za potrebe vojske. Mnogi 747-200 su još uvijek u funkciji, iako je velika većina prizemljena ili prodana manjim operaterima.

### 747-300
Vidljiva razlika između -300 i prethodni modela je produžena gornja paluba s dva nova izlaza u slučaju opasnosti te prostor za odmor posade kao opcija (produžena gornja bila je ponuđena kao nadogradnja i po prvi puta pojavila se je na dva japanska 747-100SR modela.). U odnosu na -200, gornja paluba je 7,11 m duža. Još jedna razlika je ravno stepenište koje povezuje dvije palube, umjesto dotadašnjeg spiralnog što stvara dodatni prostor za sjedala. S manjim promjenama u aerodinamici, povećana je brzina krstarenja s 0,84 M na 0,85 M dok je MTOW ostala ista. Izbor motora isti kao i na -200 seriji osim što je General Electric umjesto CF6-50E2 ponudio CF6-80C2B1 mlazne motore.
Prvi naručitelj 747-300 u lipnju 1980. bio je Swissair., prvi let inačica ima 5. listopada 1982. a redovnu uporabu započinje 23. ožujka 1983. Osim putničke, dostupne su i 747-300M s istim kapacitetom tereta u stražnjem dijelu glavne palube kao i na-200M, ali s produženom gornjom palubom može prevesti više putnika. 747-300SR je inačica kratkog dometa za prijevoz više putnika na kraćim relacijama. Japan Airlines koriste ove inačice zrakoplova s više od 600 sjedećih mjesta. Boeing nikada nije pokrenuo novu Cargo inačicu 747-300, ali su se neki putnički avioni počevši od 2000. godine modificirali za prijevoz tereta.
Ukupno je isporučeno 81 zrakoplov, 56 za putnički prijevoz, 21-300M i 4-300SR inačice. Proizvodnju 747-300 uskoro zamjenjuje pokretanje izrade modernijeg 747-400 u 1985. godini, samo dvije godine nakon što je -300 ušao u uporabu. Zadnji 747-300 bio je isporučen Sabeni u rujnu 1990. Danas su mnogi -300 zrakoplovi još uvijek u zraku, bez obzira na znatan gubitak interes među velikim prijevoznicima koji su zamijenili 747-300 s 747-400. Prijevoznici koji i dalje koriste -300 su Air India, Japan Airlines, Qantas i Saudi Arabian Airlines.

### 747-400
747-400 je modernizirani model s povećanim doletom. Raspon krila uvećan je za 1,8 m, na vrhovima krila ugrađeni su "wingleti" od 1,8 m s kojima je poboljšana učinkovitost goriva za 4% u odnosu na prethodne inačice 747. "Glass cockpit" pilotska kabina opremljena je s EFIS sustavom te je dizajnirana za dva člana posade. Korištenjem elektronike smanjio se broj brojčanika, mjernih instrumenata i raznih birača s 971 na 365. U rep su ugrađeni spremnici za gorivo, preinačeni su motori i ugrađen je novi interijer. Dodatno gorivo omogućilo je kompanijama veliki dolet bez dodatnog slijetanja za njegovu nadopunu. -400 je ponuđen kao putnički (400), teretni (400F), kombinirani teretno-putnički (400C), za domaći promet (400D), s proširenim kapacitetom putnika (400ER) i teretna inačica velikog doleta (400ERF). Teretna inačica nema produženu gornju palubu. 747-400D je predviđena za operacije kratkog doleta i ne uključuju winglete, ali se oni mogu naknadno ugraditi.
Putnička inačica ušla je u uporabu u veljači 1989. s Northwest Airlinesom na relaciji Minneapolis-Phoenix, "kombi" inačica počinje letjeti u rujnu 1989. s KLM-om, Cargolux počinje letjeti s teretnom inačicom u studenom 1993., 747-400ERF kreće u listopadu 2002. a 747-400ER Qantas počinje koristiti u studenom 2002. Qantas je i jedini naručitelj putničke inačice iz ove serije.
Posljednja putnička inačica 747-400 isporučena je u travnju 2005. Boeing je u ožujku 2007. objavio odustajanje od daljnje proizvodnje putničkog modela -400. Do listopada 2007. isporučeno je ukupno 670 aviona ove serije.

#### 747 LCF Dreamlifter
747-400 Dreamlifter (izvorno nazvan "Veliki transporter 747" (eng. Large Cargo Freighter –LCF)) je Boeingova modifikacija postojećeg 747-400s za potrebe prijevoza velikih sastavnih dijelova Boeinga 787 na završnu montažu u tvornicu Everett, Washington. Izmjene na 747-400s dovršila je Evergreen Aviation Technologies Corporation u Dreamliftersu u Tajvanu. Zrakoplov je svoj prvi let imao 9. rujna 2006. Dreamlifter samo su namijenjene za transport je pod-sklopova za Boeing 787. Jedina namjena ovog zrakoplova je prijevoz boeingovih dijelova i prijevoz putnika nije dozvoljen. Izrađeno je dva zrakoplova a naručena su još dva.

### 747-8
Boeing je najavio novi model 747-8 (prije pokretanja nazivan "Napredni 747") 14. studenoga 2005., koji će se koristiti isti motor i tehnologiju kao B-787. Osnovni zahtjevi novog dizajna su smanjenje buke, veća ekonomičnost i ekološka prihvatljivost. 747-8 je proširen i produžen (za 5,6 m) kako bi mogao primiti više korisnog tereta s čime u dužini premašuje Airbus A340-600. Putnička inačica označena s 747-8 Intercontinental ili 747-8I, moći će se povesti i do 467 putnika u konfiguraciji 3-klase i letjeti više od 15.000 km brzinom od 0,855M. Kao je avion razvijan na osnovi 747-400, nije potrebna značajnija obuka osoblja a međusobno dijele niz rezervnih dijelova. Početak redovnog korištenja 747-8I očekuje se u 2010. godini. U ponudi su teretna inačica 747-8F dizajnirana na osnovi 747-400ERF koja može primiti 154 tona tereta. To je 16 posto više korisnog tereta od one na 747-400F. Utovariti se može sedam dodatnih standardnih Cargo kontejnera. Početak redovnog korištenja 747-8F zakazana je za 2009. godinu.
Do prosinca 2007., 78 kompanija naručilo je Boeing 747-8F: Cathay Pacific (10), Atlas Air (12), Nippon Cargo Airlines (14), Cargolux (13), Emirates SkyCargo (10), Volga - Dnepr (5), Guggenheim Aviation Partners (4) i Korean Air (5). Ukupno 25 kompanija predali su naruđbe za Boeing 747-8I: 5 iz Boeing Business Jeta i 20 iz Lufthanse.

## Nesreće i incidenti
Do srpnja 2008., dogodilo se ukupno 47 nezgoda 747 u kojima je živote izgubilo 3707 osoba. Za vrlo malo padova krive se greške u izradi i zamoru materijala 747. Jedne od većih nesreća su: *Zrakoplovna nesreća na Tenerifima koja se dogodila greškom pilota, kontrole zračnog prometa (ATC) i pogrešci u komunikaciji. 
- JAL ov 747-SR46 srušio se nakon nepropisnog servisa zrakoplova.
- Na United Airlines-ovom 747-122 došlo je do eksplozivne dekompresije radi neispravnih Cargo-vrata, nakon čega je uslijedila zamjena svih sličnih ugrađenih vrata.
- B747-230B koreanskog prevozitelja oborio je 1983. sovjetski presretač.
- TWA 747-100 kompanije TWA eksplodirao je u zračnom prostoru iznad Atlantika 17. srpnja 1996. Do eksplozije je došlo najvjerojatnije radi zapaljenja para u centralnom spremniku goriva uzrokovano kvarom na elektroinstalaciji.

## Usporedba
| Mjere                                  | 747-100                    | 747-200B                   | 747-300                    | 747-400 747-400ER           | 747-8I        |
| -------------------------------------- | -------------------------- | -------------------------- | -------------------------- | --------------------------- | ------------- |
| Posada pilotske kabine                 | Tri                        | Tri                        | Tri                        | Dva                         | Dva           |
| Kapacitet sjedala                      | 452(2 klase) 366 (3 klase) | 452(2 klase) 366 (3 klase) | 452(2 klase) 366 (3 klase) | 524 (2 klase) 416 (3 klase) | 467 (3 klase) |
| Dužina                                 | 70,6 m                     | 70,6 m                     | 70,6 m                     | 70,6 m                      | 76,4 m        |
| Raspon krila                           | 59,6 m                     | 59,6 m                     | 59,6 m                     | 64,4 m                      | 68,5 m        |
| Visina                                 | 19,3 m                     | 19,3 m                     | 19,3 m                     | 19,4 m                      | 19,4 m        |
| Težina (prazni zrakoplov)              | 162.400 kg                 | 174.000 kg                 | 178.100 kg                 | 178.756 kg ER: 184.600 kg   | 185.972 kg    |
| MTOW                                   | 333.390 kg                 | 377.842 kg                 | 377.842 kg                 | 396.890 kg ER: 412.775 kg   | 439.985 kg    |
| Brzina krstarenja (na visini 35.000 ft | 895 km/h                   | 895 km/h                   | 895 km/h                   | 913 km/h ER: 918 km/h       | 918 km/h      |
| Maksimalna brzina                      | 945 km/h                   | 945 km/h                   | 945 km/h                   | 977 km/h                    |               |
| Dužina uzlijetanja s MTOW              | 3.190 m                    | 3.190 m                    | 3.320 m                    | 3.018 m ER: 3.090 m         | 3.090 m       |
| Dolet punog zrakoplova                 | 9.800 km                   | 12.700 km                  | 12.400 km                  | 13.450 km ER: 14.205 km     | 14.815 km     |
| Kapacitet goriva                       | 183.380 l                  | colspan="2" 199.158 l      | 216.840 l ER: 241.140 l    | 243.120 l                   |               |

## Isporuke
| 2008 | 2007 | 2006 | 2005 | 2004 | 2003 | 2002 | 2001 | 2000 | 1999 | 1998 | 1997 | 1996 | 1995 | 1994 | 1993 | 1992 | 1991 | 1990 | 1989 |
| ---- | ---- | ---- | ---- | ---- | ---- | ---- | ---- | ---- | ---- | ---- | ---- | ---- | ---- | ---- | ---- | ---- | ---- | ---- | ---- |
| 6    | 16   | 14   | 13   | 15   | 19   | 27   | 31   | 25   | 47   | 53   | 39   | 26   | 25   | 40   | 56   | 61   | 64   | 70   | 45   |
| 1988 | 1987 | 1986 | 1985 | 1984 | 1983 | 1982 | 1981 | 1980 | 1979 | 1978 | 1977 | 1976 | 1975 | 1974 | 1973 | 1972 | 1971 | 1970 | 1969 |
| 24   | 23   | 35   | 24   | 16   | 22   | 26   | 53   | 73   | 67   | 32   | 20   | 27   | 21   | 22   | 30   | 30   | 69   | 92   | 4    |

## Vanjske poveznice
- (engl.) Boeing 747-8 e-brochure  Arhivirana inačica izvorne stranice od 5. srpnja 2008. (Wayback Machine)
- (engl.) Boeing 747 product page
- (engl.) Boeing 747 profile on FlightGlobal.com